# Австралийский военный мемориал
Австралийский военный мемориал (англ. Australian War Memorial) — национальный мемориал Австралии всем военнослужащим и обслуживающему персоналу Сил обороны Австралии, погибшим или участвовавшим во всех войнах, которые вёл Австралийский Союз. Мемориал включает в себя большой национальный военный музей. Австралийский военный мемориал был открыт в 1941 году и считается одним из наиболее значительных мемориалов этого типа в мире.
Мемориал находится в столице Австралии Канберре, на северной оконечности церемониальной оси, которая тянется от Дома Парламента на Капитолийском Холме на северо-восток. Эти два пункта не соединены дорогой, но с балкона Дома Парламента на Военный мемориал и с входных ступеней Мемориала обратно на Дом Парламента открывается чётко видимая линия.
Австралийский военный мемориал состоит из трёх частей: Мемориальной зоны, включая Зал памяти с Могилой неизвестного австралийского солдата, Мемориальных галерей (музей) и Исследовательского центра. Мемориал также включает открытый Сад скульптур. Мемориал открыт ежедневно с 10:00 до 17:00, за исключением Рождества.
Многие считают бульвар Анзак частью Австралийского военного мемориала из-за сходства дизайна, однако Анзак содержится отдельно властями национальной столицы.

## История

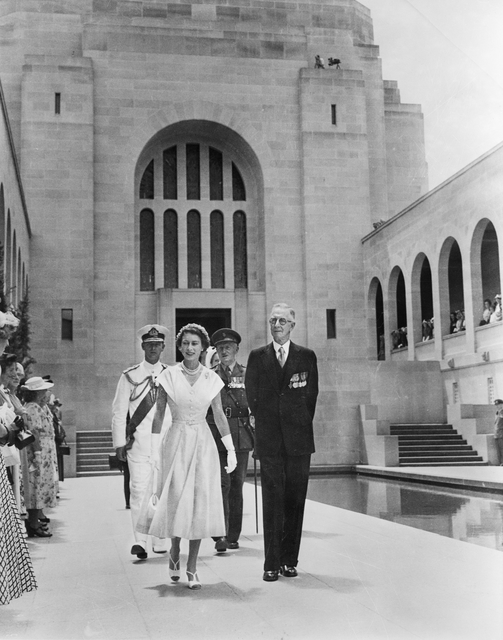
Елизавета II, Королева Австралии, осматривает Военный мемориал в сопровождении Чарльза Бина и герцога Эдинбургского (сзади в военной форме), 16 февраля 1954 года

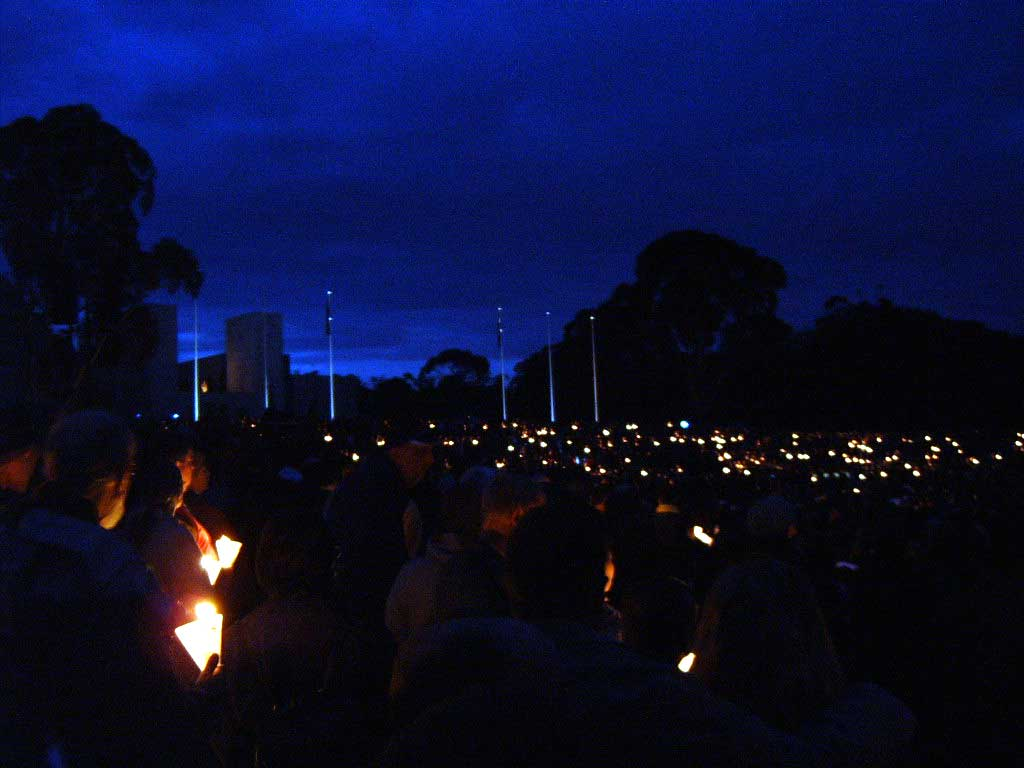
Вечерняя служба в Австралийском военном мемориале в День АНЗАК 25 апреля 2005 года, 90-я годовщина

Чарльз Бин, официальный австралийский историк Первой мировой войны, впервые задумался о мемориале австралийским солдатам наблюдая сражения 1916 года во Франции. Австралийский отдел военных документов был основан в мае 1917 года с целью обеспечения сохранности документов, связанных с текущей войной. Документы и реликвии выставлялись сначала в Мельбурне, а позднее в Канберре.
Проведённый в 1927 году конкурс на архитектурный проект Мемориала не выявил победителя. Однако, двум участникам было предложено представить совместный проект. Ограниченный бюджет и последствия депрессии задержали строительство.
Здание Мемориала было построено в 1941 году, после начала Второй мировой войны. Оно было официально открыто после церемонии Дня памяти 11 ноября 1941 года Генерал-губернатором Александром Хоур-Ратвеном, который сам был солдатом, а его награды включают Крест Виктории. После 1940-х годов музейная коллекция пополнялась экспонатами, связанными с памятью об участии Австралии в других, более поздних конфликтах.
Директора Мемориала:
- Генри Галлетт (август 1919 — май 1920)
- майор Джон Трелоар (1920—1952)
- майор Макграф (1952—1966)
- Ланкастер (1966—1974)
- Фланаган (1975—1982)
- Флемминг (1982—1987)
- Пирсон (1987—1990)
- Келсон (1990—1994)
- генерал-майор Стив Гоуэр (1996 — настоящее время)

## Дорога Памяти
Природный парк Памяти, расположенный позади Военного мемориала, является канберрским вокзалом Дороги Памяти — системы парков, природных объектов и придорожных остановок между Сиднеем и Канберрой в память о 24 ветеранах, получивших Крест Виктории в ходе Второй мировой войны и войны во Вьетнаме.

## Бульвар АНЗАК
Бульвар АНЗАК – короткий широкий бульвар, названный в честь солдат Австралийского и Новозеландского армейского корпуса. Он тянется от северного берега озера Берли-Гриффин к подножию Мемориала вдоль видимой линии, идущей от Дома Парламента. Бульвар разделяет районы Кэмпбелл и Рид, и по нему идут интенсивные транспортные потоки между северо-восточными районами Канберры (Диксон и другие) и мостом Кингс Авеню.
Вдоль каждой стороны бульвара расположен ряд монументов в память об отдельных военных кампаниях или армейских подразделениях, например войны во Вьетнаме и австралийских военных медицинских сёстрах. Монументы в основном представляют собой скульптуры, выполненные в различных художественных стилях, от реализма до модерна.
В начале бульвара, около озера, установлены две скульптуры в форме гигантских корзин, подаренные Мемориалу Новой Зеландией. Эти две скульптуры посвящены Австралии и Новой Зеландии. Их композиция навеяна пословицей маори Mau tena kiwai o te kete, maku tenei, «Каждый из нас держит корзину», и символизирует длительную традицию сотрудничества и общую близость двух стран Содружества.
Символические ассоциации двух наций продолжены в растительности, украшающей бульвар АНЗАК. Посередине бульвара высажена длинная линия новозеландского кустарника хебе, а позади каждого из двух рядов скульптур расположены узкие полосы австралийских эвкалиптов. Позади деревьев параллельно бульвару идут узкие улицы, отделяющие его от кварталов жилых домов. Летом звук цикад, живущих в эвкалиптах, слышен за несколько кварталов от бульвара.

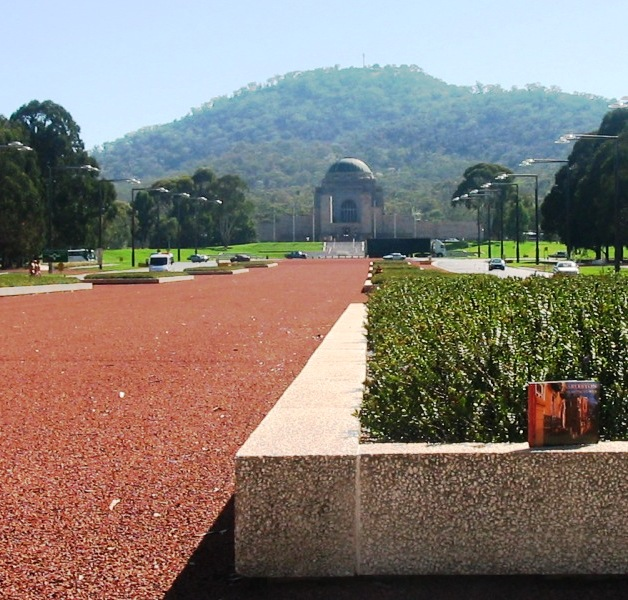
Вид вдоль бульвара АНЗАК на Австралийский военный мемориал у подножья горы Эйнсли
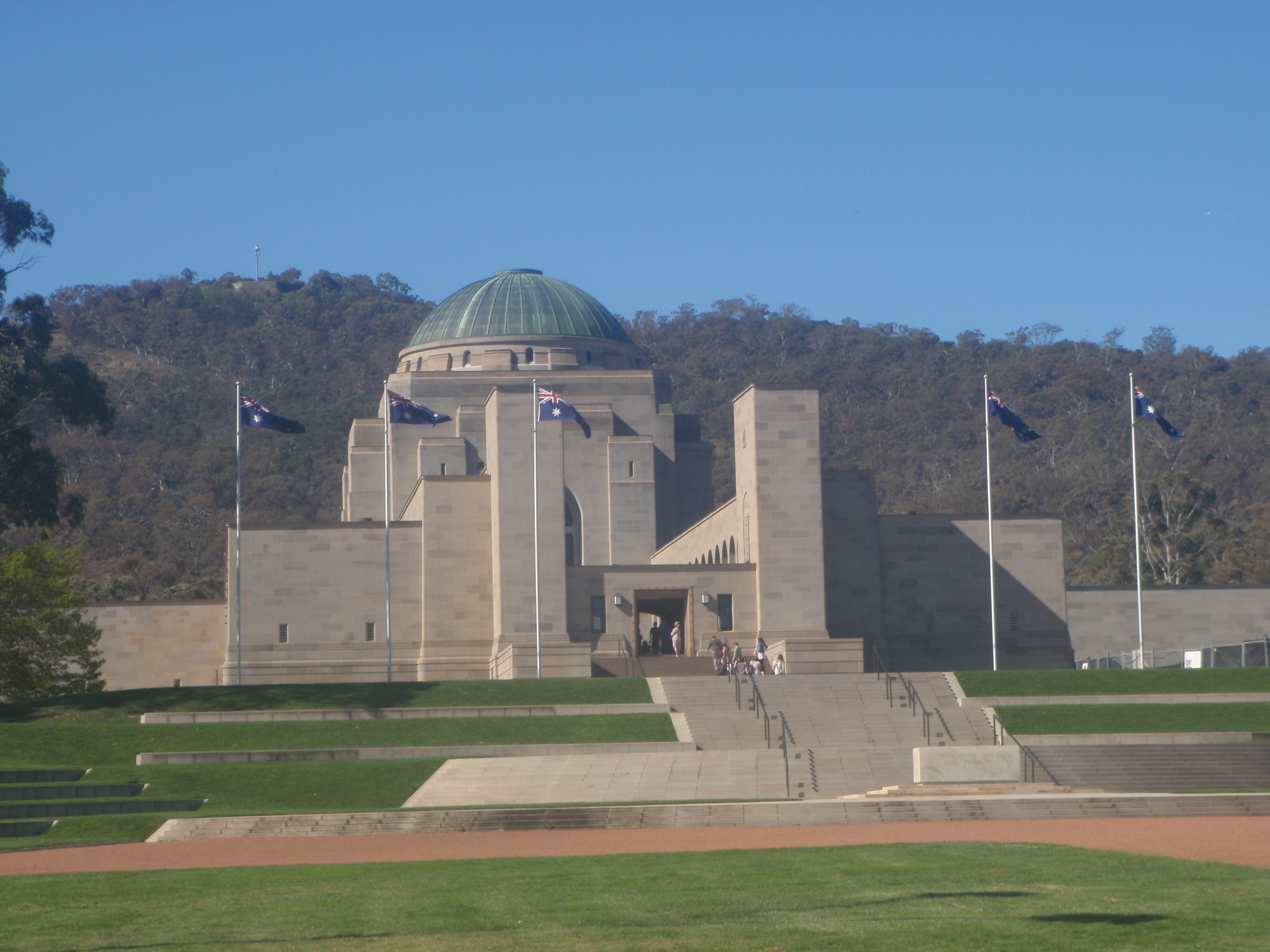
Вход в Австралийский военный мемориал с бульвара АНЗАК
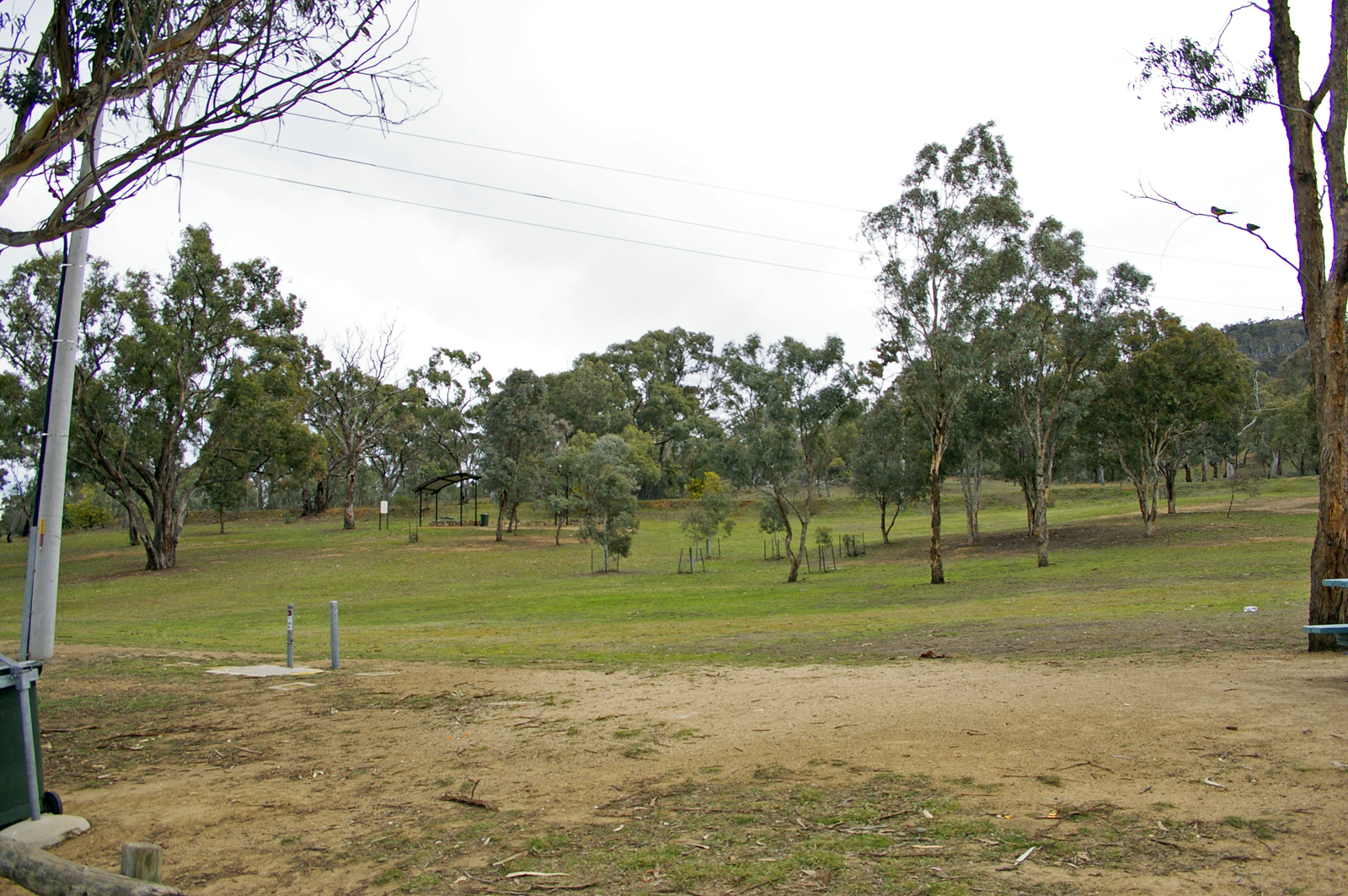
Природный парк Памяти

## Мемориальная зона

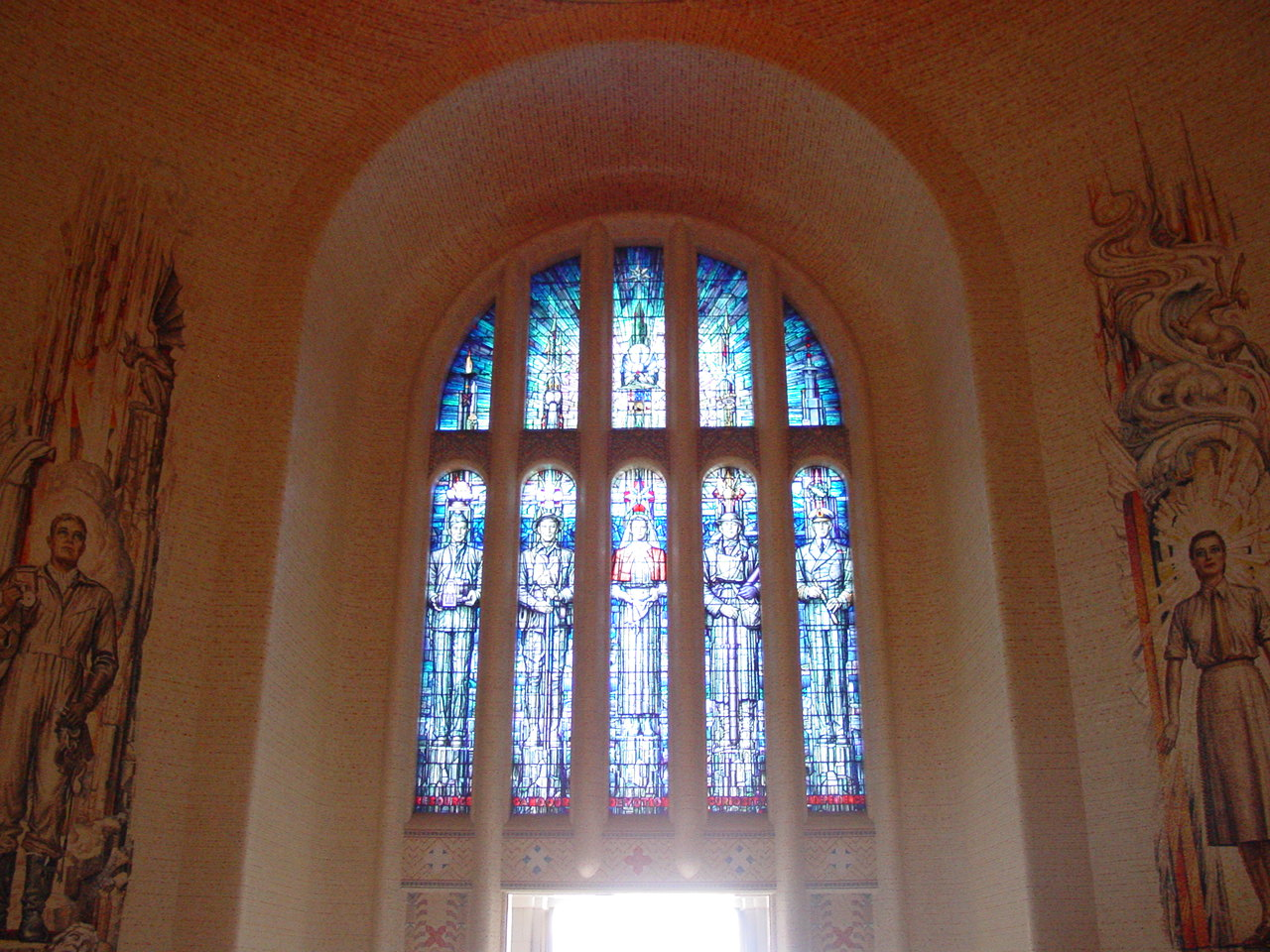
Вход в Зал памяти, вид изнутри

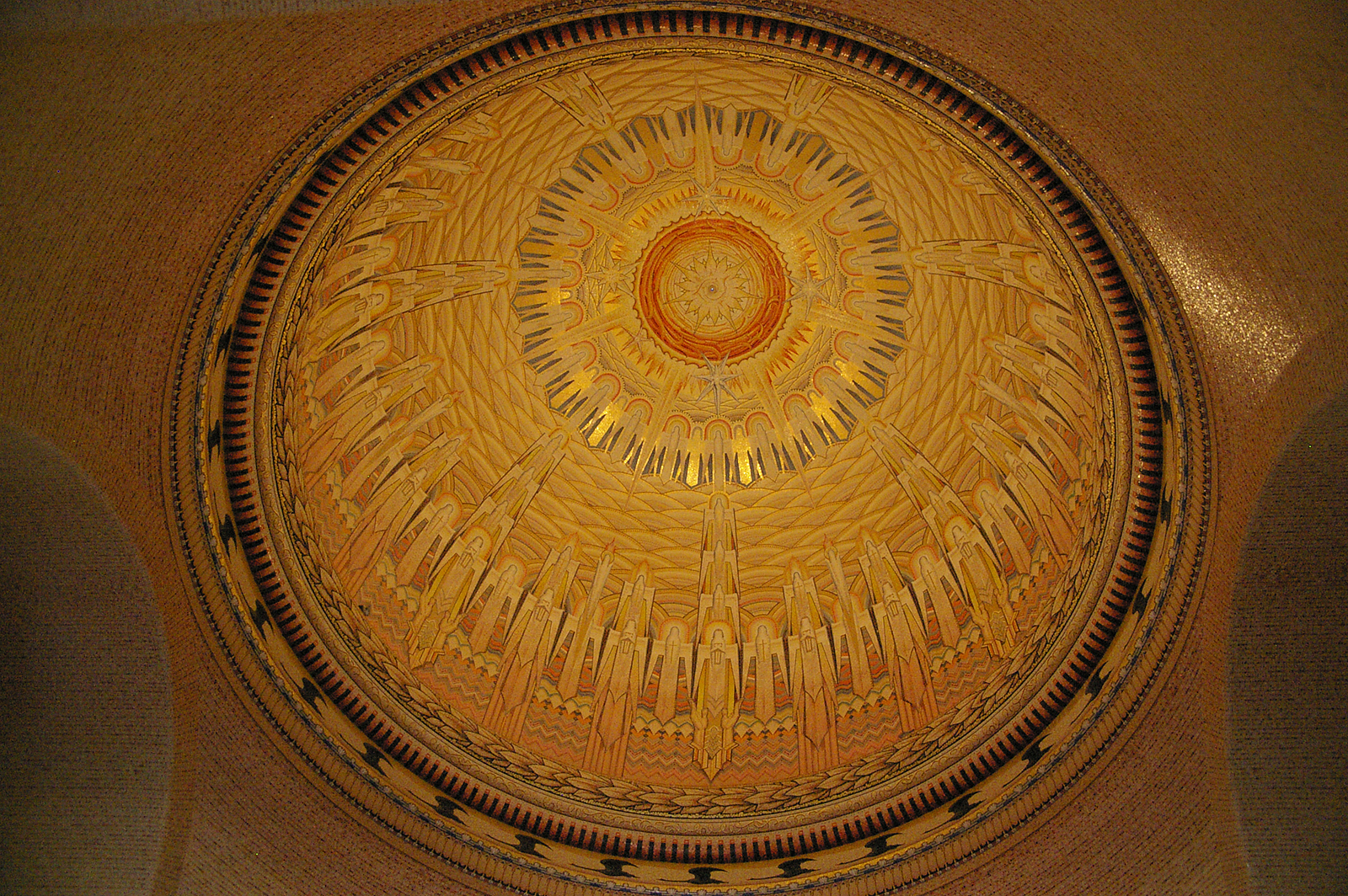
Деталь купола, вид снизу из Зала памяти

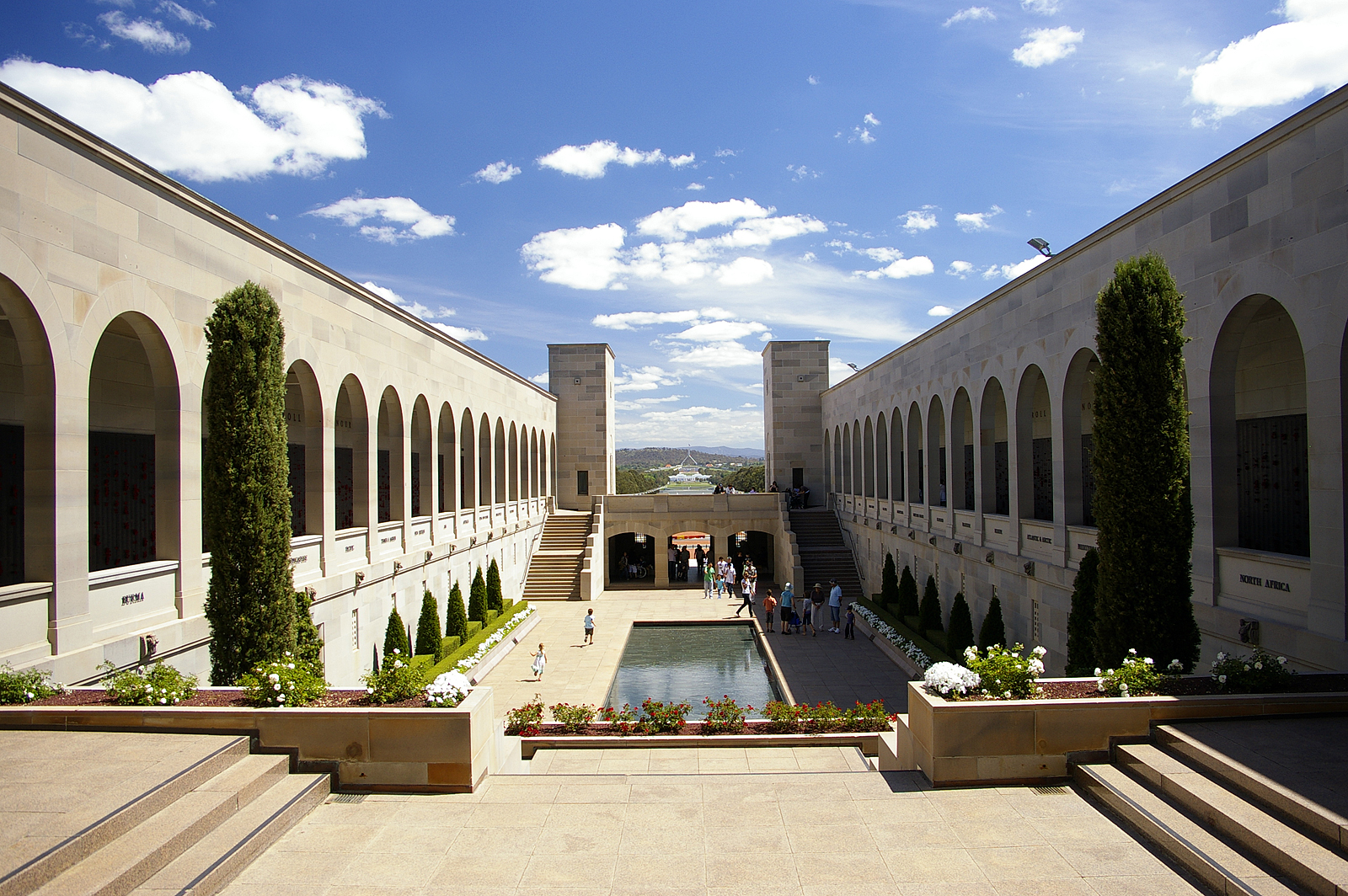
Двор Австралийского военного мемориала

Собственно Мемориал расположен на обширной поляне в форме куска пирога в северном конце бульвара АНЗАК. Мемориальная зона расположена в открытом центре здания Мемориала (включая галереи по обеим сторонам и Зал памяти под центральным куполом здания) и в Саду скульптур в западной части поляны.
Центром мемориальной зоны является Зал памяти, небольшая восьмиугольная в плане высокая капелла, завершающаяся куполом. Стены от пола до купола выложены мозаикой. В капелле находится могила Неизвестного австралийского солдата.
Три окна, восточное, западное и южное, украшены витражами, на которых изображены австралийские солдаты, мужчины и женщины. На четырёх стенах, северо-восточной, северо-западной, юго-восточной и юго-западной, расположены мозаики с изображениями моряка, женщины-солдата, мужчины-солдата и лётчика соответственно.
Мозаики и витражи выполнены австралийским художником Напиером Уоллером, потерявшим правую руку в Баллкорте во время Первой мировой войны и научившимся писать и работать левой рукой. Работа была завершена в 1958 году.
Перед залом памяти расположен узкий двор с мемориальным бассейном, в центре которого находится вечный огонь. Вокруг бассейна проложены дорожки и посажены кустарники, включая розмарин, символ памяти. Над двором с обеих сторон расположен Зал славы — ниши с бронзовыми табличками с именами 102 000 австралийских военнослужащих, погибших в военных конфликтах начиная с Британской суданской экспедиции, Второй англо-бурской войны и Боксёрского восстания. Стена западной галереи полностью посвящена погибшим в Первой мировой войне. В восточной галерее увековечены имена погибших во Второй мировой войне и более поздних конфликтах.
На табличках указаны только имена, без званий или наград, поскольку «люди равны в смерти». Приходящие родственники и друзья прикрепляют в щелях между табличками, рядом с именами своих любимых, цветки мака. До сих пор много цветов появляется рядом с именами погибших в Первой мировой войне, а иногда и рядом с именами погибших в войнах XIX века.
Небольшая выставка в музее объясняет, что знаменитый Гарри Морант, участник Англо-бурской войны, не попал в Зал славы, поскольку в действительности не принадлежал к австралийским вооружённым силам.
Ежедневно при закрытии Мемориала проходит церемония, в ходе которой посетители, собравшись у входа, могут услышать краткое объяснение экскурсовода и прослушать мелодию «Last Post». По значительным датам из галереи, исполняя «Last Post», спускается волынщик или горнист.
Мемориальная зона — основное место в Канберре, где проводятся церемонии в День АНЗАК и в День памяти. На этих церемониях, как правило, присутствуют представители Федерального парламента и иностранных посольств, а также делегации из стран Содружества. Наиболее представительной обычно бывает делегация Новой Зеландии.

## Здание мемориала

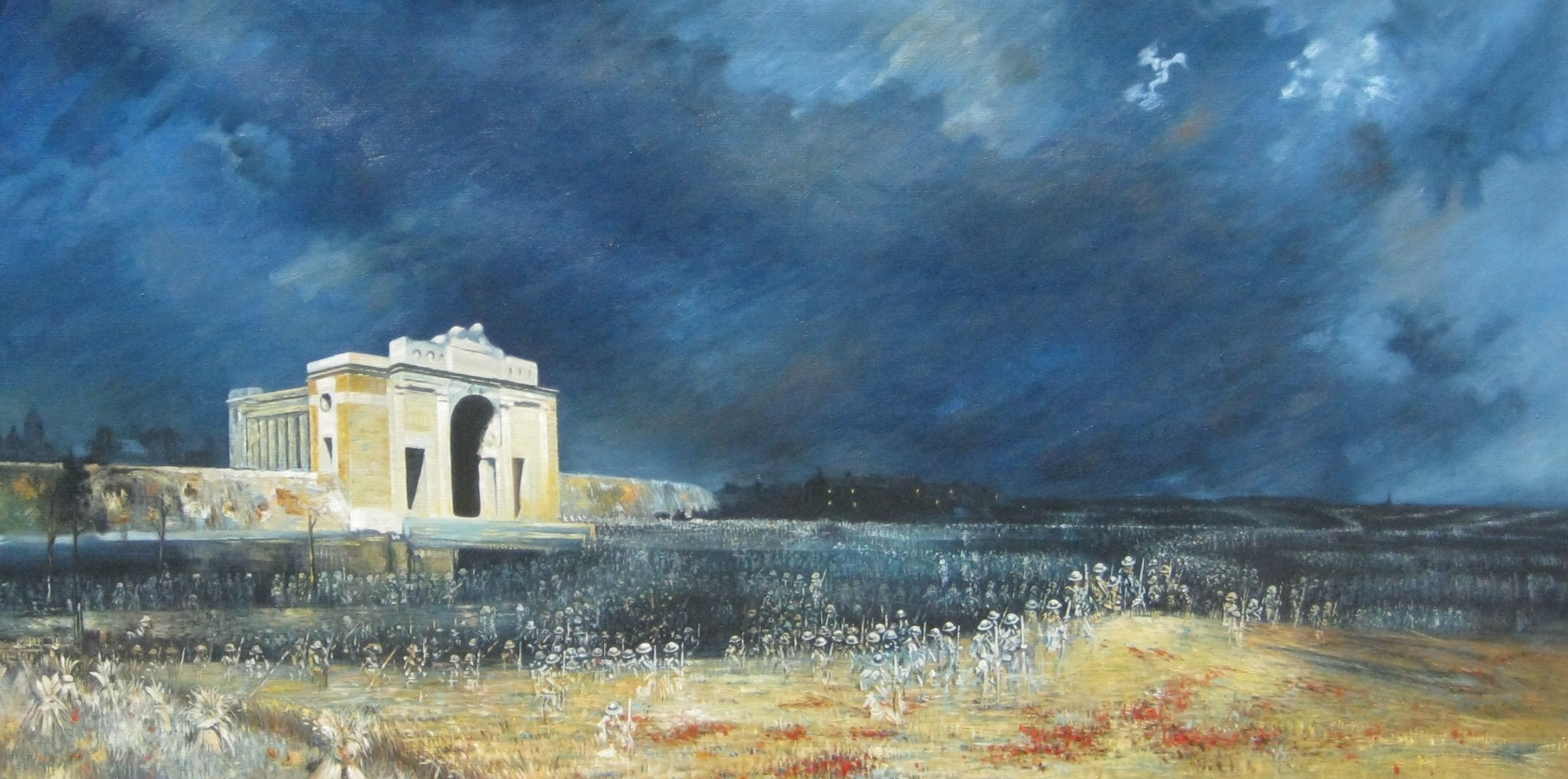
Уилл Лонгстафф. Ворота Менин в полночь, 1927

Мемориал представляет собой двухэтажное здание, имеющее в плане форму креста. Здание построено в византийском стиле с использованием декоративных элементов в стиле ар-деко. В 2001 году к северной части здания была добавлена новая пристройка – Зал АНЗАК. С целью сохранения вида на здание со стороны бульвара АНЗАК Зал АНЗАК был углублён в землю и закрыт стеной.
Верхний этаж в основной посвящён Первой мировой (западное крыло) и Второй мировой (восточное крыло) войнам. В зоне Первой мировой войны хранится значительный объём материалов, связанных с Дарданелльской операцией. Между двумя крыльями находится Зал авиации, где выставлено несколько самолётов, в основном периода Второй мировой войны.

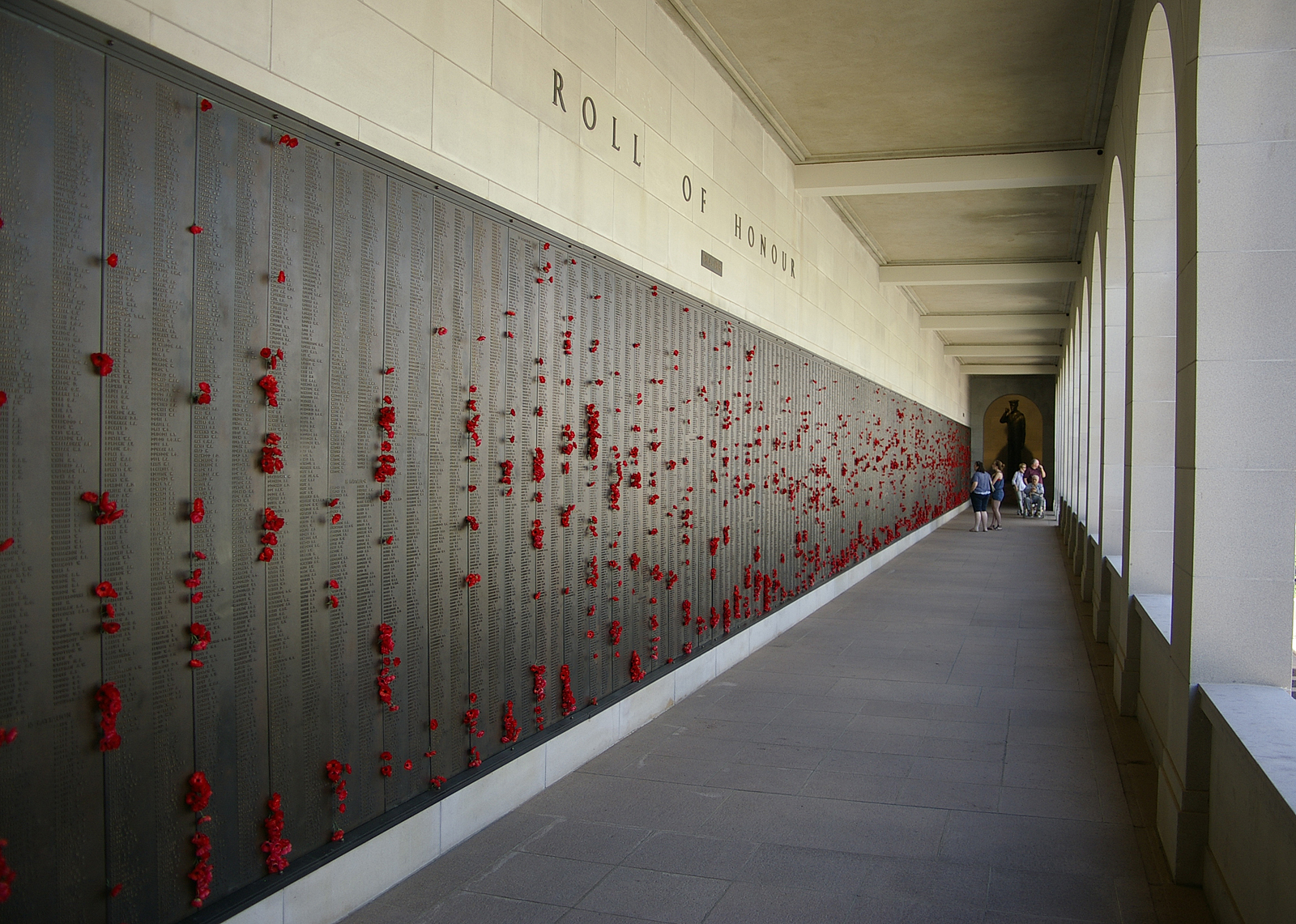
Список погибших в ходе Второй мировой войны военнослужащих в Австралийском военном мемориале

Также между крыльями расположен Зал доблести, где выставлен 61 Крест Виктории из 96 пожалованных австралийским солдатам, крупнейшее в мире собрание Крестов Виктории. Каждому награждённому Крестом посвящена индивидуальная экспозиция с фотографией, цитатой из наградных документов и другими вручёнными ему орденами и медалями. Родственники награждённых часто дарят Мемориалу или сдают ему на хранение Кресты с целью обеспечения их сохранности, а также обеспечения общественного признания их обладателей.
24 июля 2006 года бизнесмен Керри Стокс приобрёл на аукционе 60-й знак Креста за рекордную цену в один миллион австралийских долларов и передал его для экспонирования в Зале доблести. Этим Крестом был награждён капитан Альфред Шаут за рукопашную схватку в траншеях Лоун Пайн в турецком Галлиполи. После этого Мемориал стал обладателем всех девяти Крестов Виктории, которыми были награждены австралийские военнослужащие в Дарданелльской операции.
На нижнем этаже расположены театр, исследовательская зона, экспозиции, посвящённые колониальным конфликтам и войнам после Второй мировой войны, а также зона для временных выставок.
Зал АНЗАК – большая пристройка к верхнему этажу мемориала, использующаяся для показа тяжёлого вооружения. Примечательные экспонаты в западной стороне включают бомбардировщик Avro Lancaster, известный как G for George, японскую подводную лодку типа А, потопленную в ходе нападения на Сидней-Харбор, редкие немецкие самолёты Me-262 и Me-163, а также восстановленный японский истребитель A6M Zero, участвовавший в боях над Новой Гвинеей. В восточной части выставлены самолёты Первой мировой войны, среди которых выделяются Royal Aircraft Factory SE5a, Pzalz D.XII и Albatros D.Va.
Здание Мемориала большое, с обширной коллекцией экспонатов. Только беглое ознакомление с экспозицией может занять целый день.
На территории Мемориала имеются сувенирный магазин и два кафе. Одно, расположенное рядом с Залом АНЗАК, называется Лэндинг Плейс. Второе, расположенное на небольшом расстоянии от основного здания, называется Аутпост.

## Сад скульптур

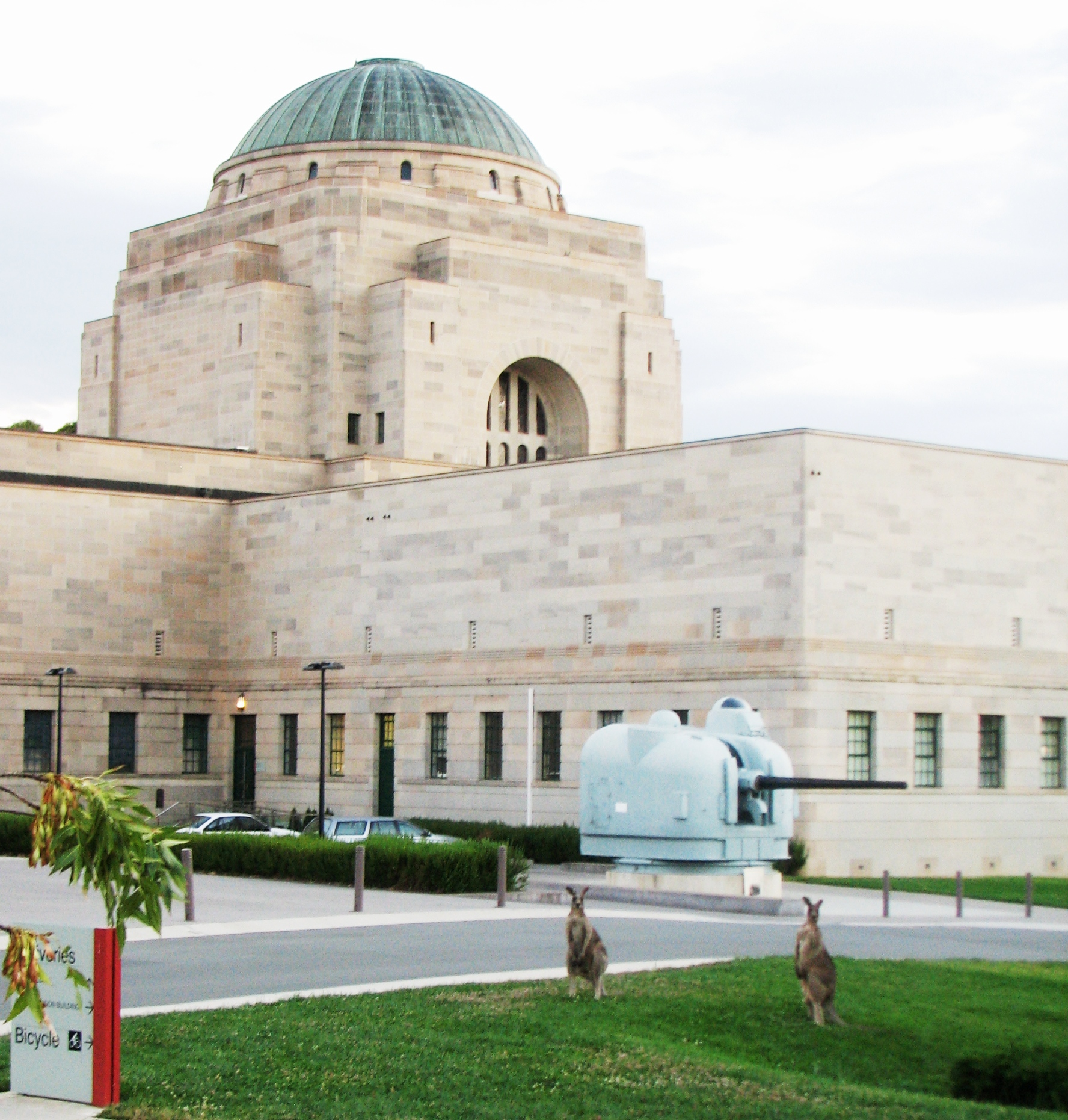
Кенгуру перед корабельной орудийной башней на фоне купола Зала памяти

В саду скульптур на западном газоне Мемориала находится ряд монументов. Вдоль проходящей через сад пешеходной дорожки установлены бронзовые таблички в память о различных службах, отдельных частях и исторических событиях. Среди скульптур выделяется гигантская фигура австралийского солдата периода Второй мировой войны, которая первоначально находилась в Зале памяти, до того, как туда была помещена Могила Неизвестного Солдата. Также здесь находятся орудийная башня с эсминца HMAS Brisbane, орудие с тяжёлого крейсера HMAS Australia и ствол Амьенской пушки — тяжёлой железнодорожной пушки, захваченной у немцев в Первую мировую войну.
Эта территория используется для тематических выставок во время ежегодных открытых дней Мемориала. Рядом проводятся летние концерты.